# Gadolinita-(Y)
La gadolinita-(Y), ytterbita o yttrita és un mineral de la classe dels silicats, que pertany al grup de la gadolinita-datolita. Aquest mineral va rebre el seu nom l'any 1800 en honor de Johan Gadolin, mineralogista i químic finès que va aïllar per primera vegada un òxid d'itri a partir d'aquest mineral en 1792. El sufix -(Y) és a conseqüència de la dominància de l'itri en la composició química. Sovint és lleugerament radioactiva degut a les traces d'urani i tori. Sovint és d'origen metamíctic. És l'anàleg d'itri de la gadolinita-(Ce) i la gadolinita-(Nd); i és complicat distingir-la de la hingganita-(Y).

## Característiques
La gadolinita-(Y) és un silicat de fórmula química Y₂Fe2+Be₂Si₂O10. Cristal·litza en el sistema monoclínic. La seva duresa a l'escala de Mohs és 6,5 a 7.

## Formació i jaciments
La gadolinita-(Y) s'ha descrit en més de 160 localitats arreu del món, a tots els continents tret de l'Antàrtida. Alguns minerals amb els quals es troba associada són: minerals del grup de l'al·lanita, minerals del grup de la Chevkinita, la fergusonita, la fluorita i el zircó.